# World History Encyclopedia
World History Encyclopedia (trước đây là Ancient History Encyclopedia) là một công ty giáo dục phi lợi nhuận được thành lập vào năm 2009 bởi Jan van der Crabben. Tổ chức xuất bản và duy trì các bài báo, hình ảnh, video, podcast và các công cụ giáo dục tương tác liên quan đến lịch sử cổ đại. Tất cả người dùng đều có thể đóng góp nội dung cho trang web, nhưng các bài gửi cần được nhóm biên tập xem xét trước khi xuất bản.

## Lịch sử
Van der Crabben thành lập World History Encyclopedia vào năm 2009 với mục tiêu cải thiện giáo dục lịch sử trên toàn thế giới bằng cách tạo ra một nguồn lịch sử đáng tin cậy và có thể truy cập miễn phí. Tổ chức có trụ sở tại Horsham, Vương quốc Liên hiệp Anh, tuy nhiên tổ chức không có văn phòng và đội ngũ biên tập viên của tổ chức được phân bổ trên toàn cầu.
Trang web tập trung vào nội dung xoay quanh lịch sử cổ đại bạn đầu khi mới được thành lập, nhưng sau đó đã chuyển sang bao gồm cả thời kỳ Trung Cổ và cận đại. Năm 2021, tổ chức này đã đổi tên thành World History Encyclopedia để phản ánh sự thay đổi này.

## Đón nhận
Trang web đã nhận được sự khen ngợi của các tổ chức giáo dục và đã được đề xuất bởi School Library Journal, Nhóm nghiên cứu hướng đạo sinh Internet tại Đại học Wisconsin – Madison, MERLOT và sáng kiến Giáo dục Mở Europa của Ủy ban châu Âu. Năm 2016, công ty đã giành được Giải thưởng .eu Web về giáo dục từ tổ chức EURid.